# Lella Lombardi
Maria Grazia "Lella" Lombardi, född 26 mars 1941 i Frugarolo, död 3 mars 1992 i Milano i cancer, var en italiensk racerförare. 

## Racingkarriär
Lombardi var en av få kvinnliga förare inom Formel 1 och den enda kvinnan som tagit poäng. Den fick hon genom att komma sexa i Spaniens Grand Prix 1975, men det blev bara en halv eftersom loppet bröts innan halva distansen hade körts. Lombardi var bland annat stallkamrat med Ronnie Peterson i March-Ford 1976.

## F1-karriär
| Säsong | Stall/Tillverkare                   | Poäng | Placering |
| ------ | ----------------------------------- | ----- | --------- |
| 1974   | Allied Polymer Group (Brabham-Ford) | 0     | –         |
| 1975   | Williams-Ford March-Ford            | 0,5   | 21        |
| 1976   | March-Ford RAM (Brabham-Ford)       | 0     | –         |